# Christopher Drexler
Christopher Drexler (ur. 15 marca 1971 w Grazu) – austriacki polityk, prawnik i samorządowiec, starosta krajowy Styrii (2022–2024).

## Życiorys
W 1989 ukończył szkołę średnią w rodzinnej miejscowości, a w 1995 studia prawnicze na Uniwersytecie w Grazu. W latach 1988–1990 kierował krajowymi strukturami organizacji młodzieżowej Union Höherer Schüler. Zaangażował się w działalność polityczną w ramach Austriackiej Partii Ludowej (ÖVP). Od 1991 do 1993 był przewodniczącym jej młodzieżówki Junge ÖVP w Styrii. W latach 1992–1996 zajmował stanowisko sekretarza krajowego oddziału ÖAAB, organizacji pracowniczej powiązanej z ÖVP. W latach 1994–2000 był członkiem zarząd styryjskiej izby pracy, następnie do 2003 wchodził w skład kierownictwa federalnej izby pracy.
W latach 2000–2014 wykonywał mandat posła do landtagu, od 2003 przewodniczył frakcji poselskiej ludowców. Od 2014 do 2022 był radnym wchodzącym w skład rządu krajowego, odpowiadał w nim w różnych okresach m.in. za naukę i badania naukowe, zdrowie i pielęgniarstwo, kulturą, sport i zasoby ludzkie. Gdy w 2022 Hermann Schützenhöfer zapowiedział rezygnację z funkcji politycznych, Christopher Drexler przejął kierownictwo styryjskiej ÖVP, a w lipcu tegoż roku zastąpił go na stanowisku starosty krajowego. W wyborach w 2024 ponownie wybrano go w skład landtagu. Wybory te zakończyły się zwycięstwem opozycyjnej Wolnościowej Partii Austrii, która zawarła koalicję z ÖVP. Christopher Drexler w grudniu tegoż roku zakończył pełnienie funkcji starosty krajowego, nie objął też żadnej funkcji w nowym gabinecie.